# Howard E. Campbell
Howard Edmond Campbell (* 4. Januar 1890 in Pittsburgh, Pennsylvania; † 6. Januar 1971 ebenda) war ein US-amerikanischer Politiker. Zwischen 1945 und 1947 vertrat er den Bundesstaat Pennsylvania im US-Repräsentantenhaus.

## Werdegang
Howard Campbell besuchte die öffentlichen Schulen seiner Heimat und studierte danach an der University of Pittsburgh. Später arbeitete er in Pittsburgh in der Immobilienbranche und im Versicherungsgeschäft. Zwischen 1943 und 1944 leitete er den Immobilienausschuss (Real Estate Board) in Pittsburgh. Politisch gehörte er der Republikanischen Partei an. Bei den Kongresswahlen des Jahres 1944 wurde er im 29. Wahlbezirk von Pennsylvania in das US-Repräsentantenhaus in Washington, D.C. gewählt, wo er am 3. Januar 1945 die Nachfolge von Robert L. Rodgers antrat.
Da Campbell im Jahr 1946 auf eine weitere Kandidatur verzichtete, konnte er bis zum 3. Januar 1947 nur eine Legislaturperiode im Kongress absolvieren. In dieser Zeit endete der Zweite Weltkrieg. Nach seiner Zeit im US-Repräsentantenhaus betätigte er sich wieder in der Immobilienbranche. In den Jahren 1954 und 1955 leitete er die Handelskammer in East Liberty. Er starb am 6. Januar 1971 in Pittsburgh, wo er auch beigesetzt wurde.